# John Walter Weart
Pour les articles homonymes, voir Weart.
John Walter Weart (17 juillet 1861-10 février 1941) est un homme politique canadien de la Colombie-Britannique. Il est député provincial libéral de South Vancouver de 1916 à 1920.
Il est président de l'Assemblée législative de la Colombie-Britannique de 1917 à 1918.

## Biographie
Né à Brockville dans le Canada-Ouest (maintenant en Ontario), Weart travaille dans une fonderie sur place et en tant que charpentier à Belleville de 1873 à 1879. Après avoir obtenu un brevet d'enseignant, il enseigne dans une école du comté de Hastings.
Voyageant dans l'ouest, il travaille dans une entreprise de meubles du Manitoba de 1882 à 1890. Arrivée en Colombie-Britannique, il étudie le droit avec George H. Cowan et pratique de 1898 à 1905. Gestionnaire et solliciteur de la Metropolitan Building Company, dont l'immeuble est crédité d'être le premier gratte-ciel de Vancouver, il sert comme préfet de Burnaby en 1911 et en 1912.
Weart meurt à Vancouver en février 1941 à l'âge de 66 ans.

## Hommage
Le glacier Weart et le mont Weart (en) dans le nord du parc provincial Garibaldi sont nommés en son honneur,. Weart avait été président du conseil d'administration du parc en 1927.